# グレムリン (映画)
『グレムリン』（Gremlins）は、1984年に公開されたアメリカ合衆国の映画。ジョー・ダンテ監督作品。クリスマスに贈られた珍しいペットの飼育方法にまつわる騒動を描いたSFブラックコメディである。
1990年、ダンテ監督により本作の続編である『グレムリン2 新・種・誕・生』が制作された。

## ストーリー
発明家のランダル・ペルツァーは、自分の発明を売り込むために訪れた街で息子のクリスマスプレゼントを選ぼうと、チャイナタウンの骨董店に行った。埃っぽい店の中を物色していると、布で覆われた籠から歌が聞こえてきた。中を覗いたランダルはそこにいた生き物をすっかり気に入り、店主に値段を聞くが、店主に「モグワイは売り物ではない」と販売を断られてしまう。しかし店主の孫が、家庭が貧窮していることを理由に逆にモグワイを買って欲しいと告げ、店主に内緒でランダルにモグワイを譲ってくれた。ランダルはモグワイを連れて家に帰る。
冬の季節を迎えているキングトン・フェールズの町では、豊かではないが互いに思いやりの心を持った妻のリンと、素直に育った息子のビリーが一緒にクリスマスを祝おうとランダルを待っていた。モグワイをプレゼントされ喜ぶビリーに、ランダルは骨董店の少年と交わした「3つの約束」を守って育てるように約束させる。一家は素直で愛らしい仕草を見せる利口なモグワイにギズモと名づける。しかし、偶然の重なりから3つの約束は一つずつ破られてしまい、その度に田舎町で不思議な事件が起こる。とうとうその原因がギズモから分裂した悪戯好きで残酷なグレムリン（小鬼）の群れによるものと分かった時には、街はグレムリンの暴走でパニックに陥り、死傷者を出していた。ビリーとギズモ、それにビリーの恋人・ケイトは、グレムリンのリーダー格・ストライプ率いるグレムリン軍団を相手に奮闘する。
一夜が明け、町のいたるところが惨状となりながらも、キングトンにはどうにか平穏が戻った。その夜、ペルツァー家をあのチャイナタウンの老人が訪れ、ランダルとビリーに「約束とはどういうものか分かったでしょう」と語りかける。再び引き取られていくギズモの心にも、ビリーの心にも確かな友情が残っていた。「いつか君たちにもモグワイを飼う資格を得る時がくる」と告げる老人。月明かりの下で籠に揺られて家路につくギズモは老人に大冒険の様子を語っている。

## 登場人物

### 主要人物
“ビリー”ウィリアム・ペルツァー
演：ザック・ギャリガン
本作の主人公。銀行員。家族を愛する穏やかな青年だが、どこか冴えず、仕事では出世コースに乗っていない。
終盤ではデパートのスポーツ用品コーナーで、ストライプにクロスボウで左腕を撃たれてしまう。2本目の矢をラジカセで防御するが、次はチェーンソーで襲われ、バットで防御している最中、幸いケイトが頭上の照明を入れ難を逃れた。ギズモがストライプを倒した後、自宅で左腕を治療してもらった。骨董屋の主人がペルツァー宅を訪れてギズモを引き取って帰る時には、ギズモに「さよなら、ビリー」と告げられ、別れを惜しんでいた。
“ケイト”キャサリン・ベリンジャー
演：フィービー・ケイツ
本作のヒロイン。ビリーの同僚にして友人。勤務終了後には町のパブでアルバイトもしている。パブを占拠して大騒ぎするグレムリンたちをもてなすうちに、タバコに火をつけようとしてかざされたマッチの炎を嫌がっていることに気付き、店内にあったインスタントカメラのストロボを駆使してパブから脱出した。
クリスマスのお祝り騒ぎを嫌っていて、ビリーに「私が9つの頃のクリスマスで、パパの帰りをママと待っていたが音信不通になり、捜索の末、自宅の煙突からサンタの姿で現れようとして首の骨を折って死んでいたのを見つけたわ」と打ち明けた。劇中でビリーと恋仲になる。
終盤、放送室で電源を片っぱしから入れて誤って植物コーナーの噴水まで作動させるが、力ずくで扉の鍵を壊して配電盤を開けて照明の電源を入れた。

### ペルツァー家
ランダル・ペルツァー
演：ホイト・アクストン
ビリーの父にして発明家。その発明品はアイデア満載だが、今一つ実用性に欠け、妻子の、お情けで認められているにすぎない。ビリーのクリスマスプレゼントとして、ギズモをチャイナタウンの少年から購入した。クリスマスイブの当日にはバーニーを連れて遠隔地の展示会に参加するため不在で、翌朝戻ってきた際に町の惨状とストライプの断末魔を目の当たりにする。
リン・ペルツァー
演：フランシス・リー・マッケイン
ビリーの母。普段はランダルの発明道楽に一切文句を言わずに理解を示し、ギズモのことも受け入れる温かみのある良い母親。しかしグレムリンがペルツァー宅のキッチンで暴れ出した際には、調理器具で3匹を惨殺した。
バーニー
演：マッシュルーム
ペルツァー家で飼われている雑種犬。ビリーは職場である銀行にもこっそり連れていっており、ビリーが受け持つ銀行窓口の裏側に隠れていたが、自分を目の敵にするディーグル夫人に怒って飛びかかってしまい、ビリーを危うく解雇寸前に追い込んでしまった。
ギズモとは仲良くなるが、グレムリンへの変容をたくらむストライプたちに散々な目に遭わされ、一時的に親戚の元へ預けられることになる。クリスマスイブの当日には遠隔地の展示会に参加するランダルに同行し、翌朝戻ってきた際に町の惨状とストライプの断末魔を目の当たりにする。

### キングストン・フォールズの住人
ルビー・ディーグル
演：ポリー・ホリデイ
周旋業「ディーグル不動産」のオーナー。ビリーとケイトが勤める銀行の実質的なオーナーでもある。ビリーの愛犬に高価な雪だるま像を壊されたことで抗議したり、生活難に苦しむ2児の母のハリスに対して家賃を厳しく取り立てるなど、町の住人からは恐れられている。自宅では「マルク」や「コペイカ」など、世界の通貨の単位の名前を付けた多くの猫をかわいがっている。玄関前には「押し売りお断り（No solicitors）」の札がある。
聖歌隊のクリスマス・キャロルを毛嫌いしており、自宅前で聞こえた歌声を聖歌隊によるものかと思い、水をかけて追い払おうとしたところで、グレムリンたちを目の当たりにする。家の中に忍び込んだ1匹のグレムリンに階段用リフトの速度設定を変えられ、2階に逃げようとした際に超高速で上昇してしまい、窓から放り出されて墜落死した。作中で犠牲者として言及された唯一の人物である。
マレー・フッターマン
演：ディック・ミラー
陽気な妻のシェイラ（演：ジャッキー・ジョセフ）と共にビリーの近所に住む失業中の農夫。第2次世界大戦では従軍している。
そのためか、「外国製品の中には（本義の）グレムリンが潜んでいる」、「飛行機墜落はグレムリンのせい」と語るなど外国製品を毛嫌いしており、騒動が起きる以前からグレムリンの存在を頑なに信じていた唯一の人物。
ガレージのホイールローダーを暴走させたグレムリンに居間を襲撃され、妻と共に病院に運び込まれる。後に完治し、次回作にも登場した。
ロイ・ハンソン先生
演：グリン・ターマン
ピートが通う小学校の理科教師。ビリーにギズモを紹介され、「研究用に1匹くれないか」と頼みこみ、水をかけて増えた個体を預かって理科室で飼育し、検血液査するつもりで注射針を刺した。
12時過ぎに個体から食事をねだられ、断って帰るが、手の届くところにサンドイッチを置いていたためにグレムリンに変身させてしまう。冬休み前の最後の授業の後、無人となった理科室でグレムリンに襲われた末、教壇の下で脚に注射を打たれて気絶する。
ジェラルド・ホプキンス
演：ジャッジ・ラインホルド
ビリーの同僚で同じく銀行員。嫌味な性格をしていて、ビリーに「ジェー」と呼ばれると叱る。
DVD・BDに収録された未公開シーンでは、グレムリン襲撃に遭い精神に異常をきたし、銀行の金庫室に立て籠もっていた。
ピート・ファウンテン
演：コリー・フェルドマン
ペルツァー邸の隣に住む一家の少年で、ビリーとも親しい。自宅にグレムリンが押しかけた時、窓からスリングショットで撃ったり、表の豆電球の線を切って撃退した。
フランク・ライリー保安官
演：スコット・ブレイディ
キングトン・フェールズの保安官。グレムリンの存在を伝えに来たビリーを信用せず、ギズモを見せられてもなお取り合わなかった。通報を受けて街に出動した際にグレムリンの群れに遭遇する。事務所に戻ろうとするがグレムリンによってブレーキ配管を破られたため、追突事故を起こしてパトカーが横転してしまう。
ブレント・フライ保安官補
演：ジョナサン・バンクス
保安官補。保安官と同じくビリーの話を信用しなかった。グレムリンの存在を知った直後はパニック状態に陥ってしまい、市民の救助ではなく事務所への撤退を主張した。
コーベン頭取
演：エドワード・アンドリュース
ビリーやジェラルドの上司で同じく銀行員。ディーグル夫人がビリーの愛犬に襲われた際には、ビリーを罵倒したジェラルドを称えた。
DVD・BDに収録された未公開シーンでは、グレムリンによって時計を頭部に落とされ殺害される。
ハリス夫人
演：ベリンダ・バラスキ
二児の子供を抱え、貧しい生活をしている母親。失業中の夫に代わり、やっと見つけた縫物の内職で生活を支え、ディーグル夫人に家賃の返済の延長を申し出るも、断固拒否されてしまう。
モロー先生
演：ジョン・C・ベッカー
キングトン・フェールズの医者。グレムリンの襲撃によって傷を負ったリンの手当てに当たった。
バートレット神父
演：ウィリアム・シャラート
教会の神父。郵便ポストに手紙を出そうとしたところ、グレムリンの襲撃に遭う。
アンダーソン氏
演：ハリー・ケリー・ジュニア
カウボーイハットをかぶった住人。郵便ポストに手紙を出そうとしたところ、グレムリンの襲撃に遭う。
デイブ・マイヤーズ
演：ジョー・ブルックス
クリスマスの時期にサンタクロースの仮装をしている住人。グレムリンの襲撃に遭う。

### その他
ミスター・ウィング
演：ケイ・ルーク
チャイナタウンにある骨董店の店主。本人はモグワイを飼育の難しさからランダルに売ることを拒否したが、店が経営難に陥っていることを考慮した孫が勝手に売ってしまった。

## モグワイ

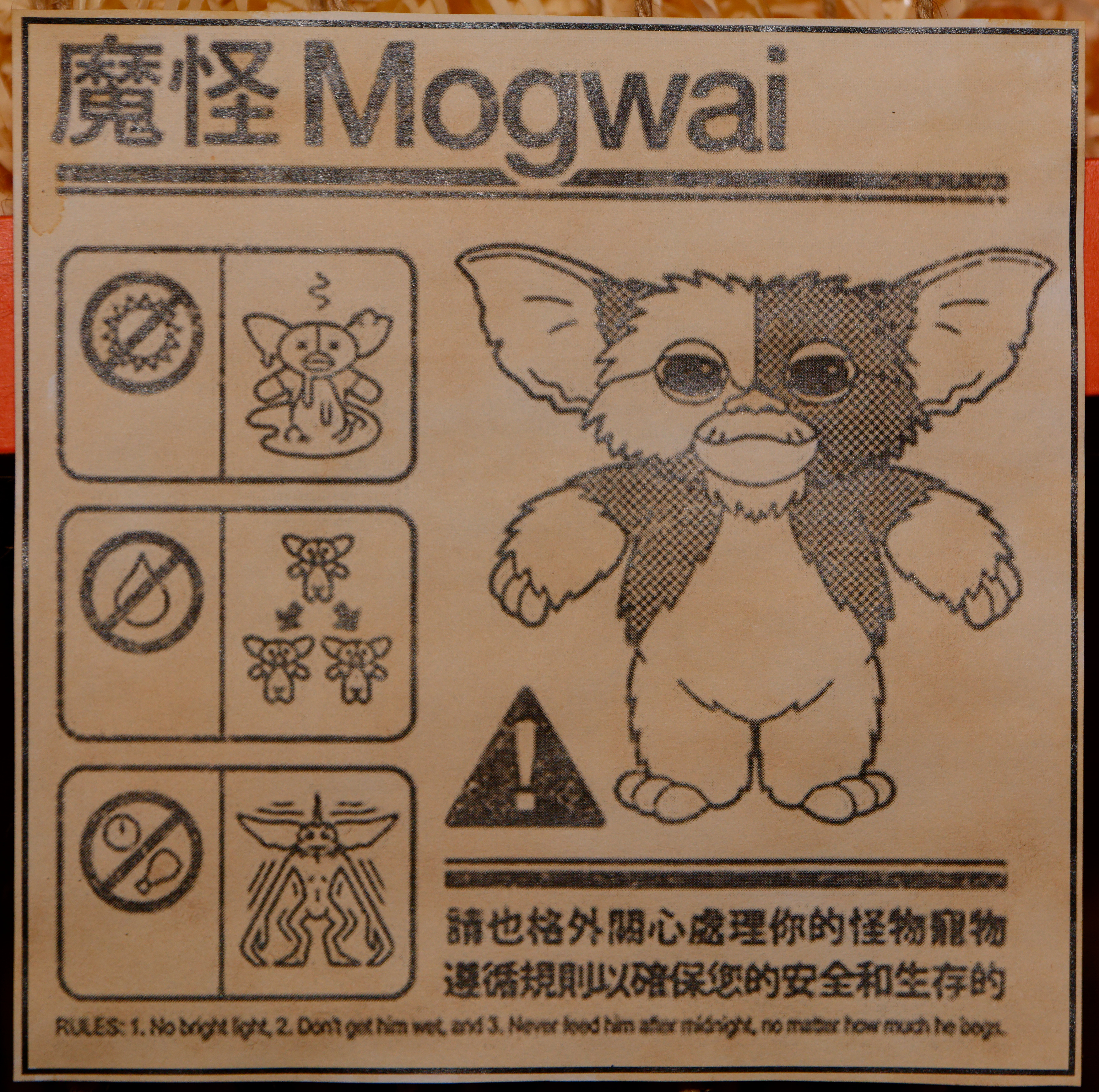
モグワイ

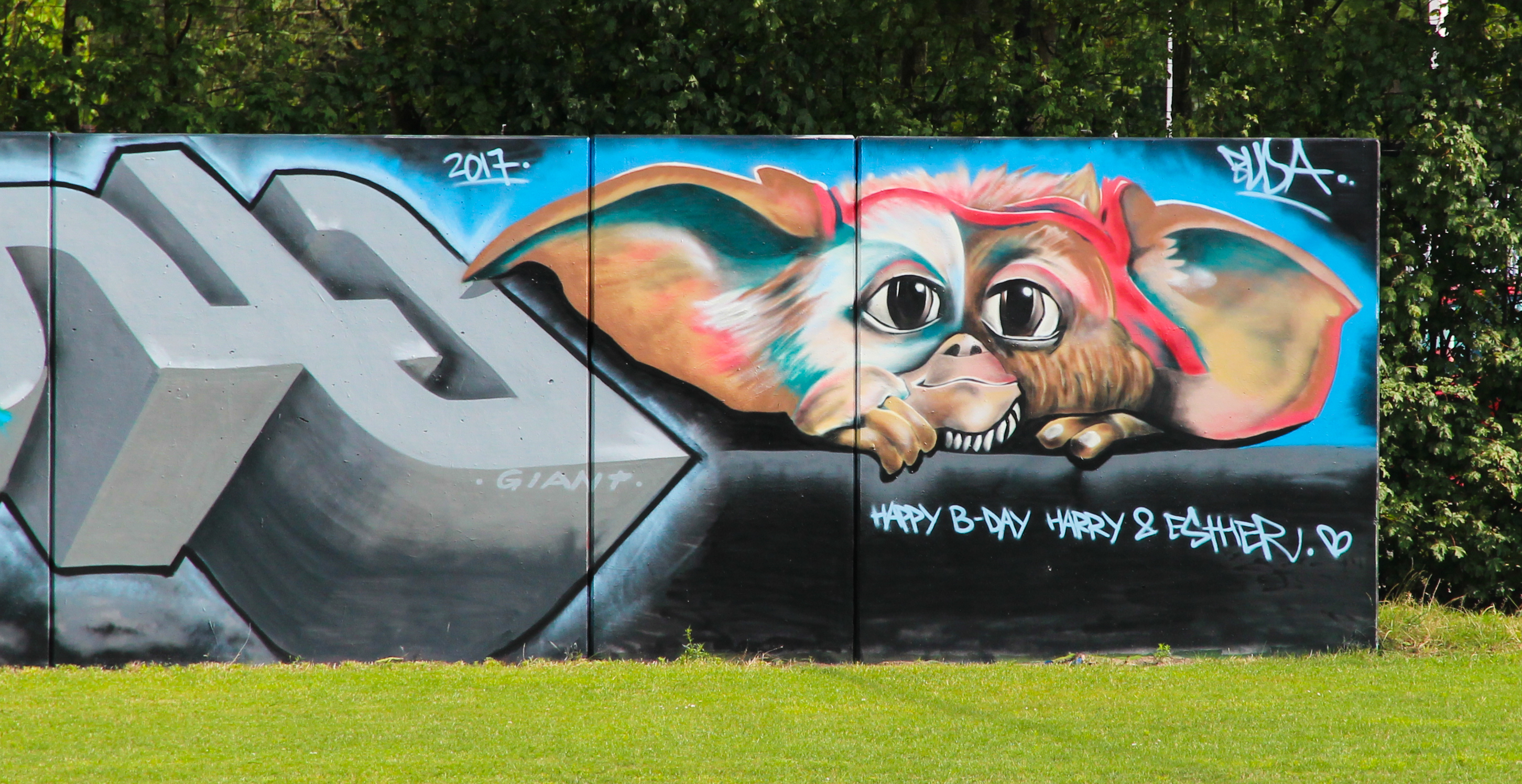
ストリートアートに描かれたモグワイ

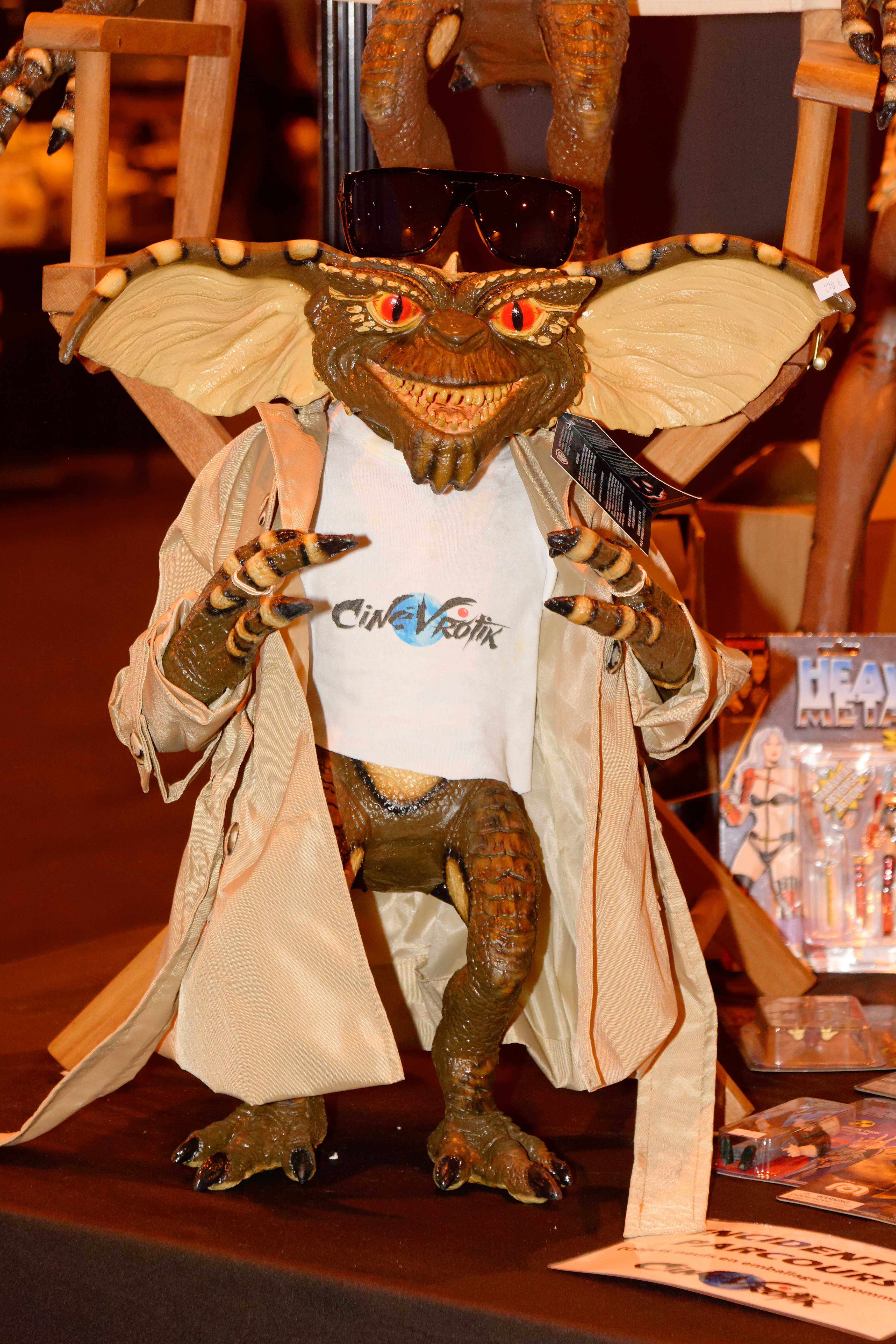
Colmar

体長30cm程度の正体不明の生命体。全身が毛に覆われた小型の哺乳類の様な外見をしており、つぶらな瞳に大きく広がる耳が特徴的。手足の指は3本だが手先は器用。モグワイとは中国語で妖怪を意味する「魔怪（móguài、モーグァイ）」に由来する。 
ジョージ・ガイプによるノベライズ版（訳：浅倉久志）で、モグワイは外宇宙より飛来した存在であるという設定が追加された。遥か彼方にある科学が高度に発達した惑星で、モグターメンという科学者が、どんな気候や条件にも適応し、かつ繁殖可能な、性格温和で知的な生物「モグワイ」を作り出した。モグターメン博士によってモグワイの1匹が地球に送り込まれ、台湾に到着し、老人に拾われて飼われるようになった。博士も予想していなかった下記の特徴を、なぜ骨董屋の主人が知っていたのかは不明である。 

### 3つのルール
モグワイの飼育の際には以下の3点に気をつけなければならない。
- 光に当ててはいけない

光が苦手なので、できるだけ暗い場所で飼うこと。特に太陽光には弱く、長い間当たると体が溶けて死んでしまう。
- 水をかけたり、濡らしてはいけない

水がかかる（水に浸したり飲ませるのも同様）と、細胞分裂を起こし、急激に繁殖する。モグワイ時は背中が痙攣を起こして、いくつもの毛玉が飛び出し、それが徐々に大きくなって新しい個体になる。グレムリン時は同じく痙攣を起こし、背中からコモリガエルが巣立つように小さな個体が這い出して大きくなる。増殖したモグワイの個体差は大きく、元の個体の影響は判然としない。
- 真夜中（12時過ぎ）に食べ物を与えてはいけない

最も重要なルールである。ほとんどのモグワイは悪くても悪戯好きか人間にちょっかいを出す程度で比較的安全であるが、これを破ると繭を介して変身を行い、数時間で見た目も性格も凶暴悪辣な「グレムリン」に豹変してしまう。なお、12時過ぎからいつまで食べさせてはいけないか（どのような時間もしくはタイミングで食べさせて良いか）は明らかにされていない。またグレムリンたちが深夜にパブや映画館で飲食する描写があるが、新たな変異を起こすことはなかった。

### グレムリン
モグワイ変身後の姿。身長70cm程度に巨大化している。頭部を除き体毛が無くなった代わりに、全身が爬虫類を思わせる皮膚に包まれ、鋭い牙と爪を持つ。変身前と比べて一部を除き知能は低下し、好奇心や悪戯好きはそのままに凶暴かつ悪辣な性格となる。そのため、悪戯も車輌で家に突っ込むなど人命にかかわる危険なものになるが、白雪姫の映画を楽しんで観たり、酒場で泥酔したり、ギャンブルやダンディズムに興じたりと人間臭いユーモラスな面も多く見られる。ギズモをいたぶる（いじめる）場面があるのは映画版2作共通。
同種間で会話をしており、独自の言語を持つとみられる。加えて”caca”や”light bright”（続編ではジョン・ウェインを愛称で”Duke”と呼ぶ）といった幼児語、初歩的で短い英単語も発している。
劇中では数十匹にまで増殖したが、ビリーとケイトの策略により映画館でのガス爆発に巻き込まれ、リーダー的存在であるストライプを除いて全滅した。

### ギズモ
身長10インチ (25 cm)、体重1.5kg。知能はかなり高く、僅かながら人間の言葉を話すことも可能で、歌がうまい。性格は臆病でおとなしいが、恐怖を乗り越えて危機に立ち向かう勇気を持つ。飼い主のビリーの父が、新製品を意味する「ギズモ（Gizmo）」と名付けた。
モグワイとしての自覚と責任感も強く、ギズモは12時を過ぎてからは食べ物を口にしようとせず、その結果を知っていた描写がある。水を浴びて増殖した兄弟たちを見てがっかりする場面もある。ストライプ率いるグレムリンの騒乱の後、元の持ち主である骨董屋の主人に引き取られ、一緒に帰っていった。

### ストライプ
水をかけられたギズモから分裂した5匹のモグワイの内の1匹。リーダー格であり騒動の黒幕でもある。頭頂部から背中にかけて白の横縞があることからこう呼ばれる。触ろうとすると噛みつこうとするなど獰猛な性格だが、高い知能も併せ持つ。ギズモと違い、顔立ちも狂暴。
グレムリンに変身後はスポーツセンターのプールに潜って仲間を増殖させ、人々を恐怖に陥れた。仲間たちが次々と倒される中、偶然映画館を離れていたため一匹だけ生き残り、デパートでビリーを追い詰めていく。最後は植物コーナーの噴水を浴びて再び増殖を図るも、ギズモの機転によって天窓から差し込む日光を浴びせられ、溶けて死んでしまった。

## キャスト
| 役名                               | 俳優 | 日本語吹替                                      | 日本語吹替                                  | 日本語吹替                                  |
| 役名                               | 俳優 | フジテレビ版                                    | ソフト版                                    | テレビ朝日版                                |
| ---------------------------------- | --- | ----------------------------------------------- | ------------------------------------------- | ------------------------------------------- |
| ビリー・ペルツァー                 | ザック・ギャリガン                                                                                              | 関俊彦                                          | 関俊彦                                      | 関俊彦                                      |
| ケイト・ベリンジャー               | フィービー・ケイツ                                                                                              | 岡本麻弥                                        | 玉川紗己子                                  | 玉川紗己子                                  |
| ランダル・ペルツァー               | ホイト・アクストン                                                                                              | 富田耕生                                        | 富田耕生                                    | 富田耕生                                    |
| リン・ペルツァー                   | フランシス・リー・マッケイン                                                                                    | 此島愛子                                        | 池田昌子                                    | 池田昌子                                    |
| ルビー・ディーグル                 | ポリー・ホリデイ                                                                                                | 高橋和枝                                        | 京田尚子                                    | 京田尚子                                    |
| マレー・フッターマン               | ディック・ミラー                                                                                                | 八奈見乗児                                      | 西川幾雄                                    | 西川幾雄                                    |
| ロイ・ハンソン先生                 | グリン・ターマン                                                                                                | 中尾隆聖                                        | 江原正士                                    | 江原正士                                    |
| ミスター・ウィング                 | ケイ・ルーク | 藤本譲                                          | 石井敏郎                                    | 石井敏郎                                    |
| ジェラルド・ホプキンス             | ジャッジ・ラインホルド                                                                                          | 立木文彦                                        | 小野健一                                    | 堀内賢雄                                    |
| フランク保安官                     | スコット・ブレイディ                                                                                            | 加藤精三                                        | 村松康雄                                    | 村松康雄                                    |
| ピート・ファウンテン               | コリー・フェルドマン                                                                                            | 渕崎ゆり子                                      | 小宮和枝                                    | 坂本千夏                                    |
| ブレント保安官補                   | ジョナサン・バンクス                                                                                            | 秋元羊介                                        | 島田敏                                      | 小野健一                                    |
| コーベン頭取                       | エドワード・アンドリュース                                                                                      | 今西正男                                        | 吉水慶                                      | 藤本譲                                      |
| シェイラ・フッターマン             | ジャッキー・ジョセフ                                                                                            | 竹口安芸子                                      | 羽村京子                                    | 寺内よりえ                                  |
| ジョー・ハリス                     | ベリンダ・バラスキ                                                                                              | 藤枝成子                                        | さとうあい                                  | さとうあい                                  |
| モロー先生                         | ジョン・C・ベッカー                                                                                             | 石森達幸                                        | 秋元羊介                                    | 秋元羊介                                    |
| ギズモ（モグワイ）（声）           | ホーウィー・マンデル                                                                                            | 滝沢久美子                                      | 滝沢久美子                                  | 滝沢久美子                                  |
| ストライプ（声）                   | フランク・ウェルカー                                                                                            |                                                 |                                             |                                             |
| ロッキン・リッキー・リアルト（声） | ドン・スティール                                                                                                | 山寺宏一                                        | 島田敏                                      | 小野健一                                    |
| グレムリン（声）                   | フレッド・ニューマン マーク・ドドソン マイケル・ウィンスロー ピーター・カレン ボブ・バーガー マイケル・シーハン |                                                 |                                             |                                             |
| その他                             | | 菊池英博 中庸助 峰恵研                          |                                             | 徳永浩之 柳沢紀男 伊井篤史 西宏子           |
|                                    | |                                                 |                                             |                                             |
| 演出                               | | 小山悟                                          | 田島荘三                                    | 福永莞爾                                    |
| 翻訳                               | | 岩本令                                          | 戸田奈津子                                  | 戸田奈津子                                  |
| 制作                               | | 東北新社                                        | ワーナー・ホーム・ビデオ トランスグローバル | ムービーテレビジョン                        |
| 初回放送                           | | 1988年4月2日 『ゴールデン洋画劇場』 21:03-23:09 | 1990年6月20日 発売のVHSに初収録             | 1992年12月27日 『日曜洋画劇場』 21:02-23:06 |

## 地上波放送履歴
| 回数  | テレビ局   | 番組名             | 放送日         | 吹替版       |
| ----- | ---------- | ------------------ | -------------- | ------------ |
| 初回  | フジテレビ | ゴールデン洋画劇場 | 1988年4月2日   | フジテレビ版 |
| 2回目 | フジテレビ | ゴールデン洋画劇場 | 1990年12月22日 | フジテレビ版 |
| 3回目 | テレビ朝日 | 日曜洋画劇場       | 1992年12月27日 | テレビ朝日版 |
| 4回目 | フジテレビ | ゴールデン洋画劇場 | 1995年1月21日  | フジテレビ版 |
| 5回目 | テレビ東京 | 午後のロードショー | 2005年12月21日 | テレビ朝日版 |
| 6回目 | テレビ東京 | 午後のロードショー | 2007年11月12日 | テレビ朝日版 |
| 7回目 | テレビ東京 | 午後のロードショー | 2013年12月12日 | テレビ朝日版 |
| 8回目 | 日本テレビ | 金曜ロードショー   | 2022年12月16日 | ソフト版     |
| 9回目 | テレビ東京 | 午後のロードショー | 2023年12月11日 | ソフト版     |

## 受賞歴
- 1984年度 第12回サターンホラー映画賞 受賞

## 備考
本作はスティーヴン・スピルバーグが、当時大学生だったクリス・コロンバスの作っていた脚本を気に入り映画化したもので、スピルバーグに見出されたコロンバスはスピルバーグ設立の映画会社アンブリン・エンターテインメントに入社し、本作公開の翌年に再びスピルバーグと共に『グーニーズ』や『ヤング・シャーロック/ピラミッドの謎』を製作している。
映画公開当時は日米経済摩擦が問題になっており、変身後のグレムリンは「集団で自分たちに危害を加える日本人」をイメージした、という説が噂された。これはグレムリンがチャイナタウン由来のものであることなどから想起されたものであると思われるが、物語のラストでミスター・ウィングは、ルールや自然との調和を重視しない人間を批判し、「責任のない社会は希望のない社会。責任とは大事が起きるのを見越して賢明な行ないをすること。事が起きた後でそうするのは経験であり反省だ」と述べている。
タイトルバックを中心とした広場の映像は、翌年公開の『バック・トゥ・ザ・フューチャー』と同じユニバーサルスタジオのセットである（コートハウス・スクエア）。本作では時計台の針を使うなどのアクションがなかったために意識されないが、後に発売されたDVD版スタッフ・キャストの解説によると、同スタジオで「夜が舞台の別の映画」も撮影中だったと語られている。別の映画が何であるかは明言されていないが、「柱を立てて暗くしていたので、柱が映らないようにするのに苦労した」ともあるので、撮影は同セットを使用した同時期の映画だったことがうかがえる。そしてワーナー・ブラザース（『グレムリン』）、ユニバーサル・スタジオ（『バック・トゥ・ザ・フューチャー』）と、配給元が違う両作品に製作総指揮としてスピルバーグ、キャスリーン・ケネディ、フランク・マーシャルが名を連ねている。また、予算は1100万ドルと1984年当時にしては低予算だったと同じく語られているが、撮影所と分かるような作り物っぽさを強調した撮影方法となっているのは、同撮影所を使用した往年の名作をパロディ化したかったからだとも語られている。
劇中『素晴らしき哉、人生!』、『スピード王』、『ボディ・スナッチャー/恐怖の街』、ディズニー映画『白雪姫』といったクラシック映画が度々登場する。さらに、『タイム・マシン』らしき乗り物を、とあるシーンで見ることができる。

## リブート
2013年には本作のリブート企画の始動が発表され、セス・グレアム＝スミス、デヴィッド・カッツェンバーグがプロデュースを務めることが報じられたが、2022年3月現在、続報はない。